# Chiococca stricta
Chiococca stricta är en måreväxtart som beskrevs av Donovan Stewart Correll. Chiococca stricta ingår i släktet Chiococca och familjen måreväxter.
Artens utbredningsområde är Bahamas. Inga underarter finns listade i Catalogue of Life.